# Comuna Pidhora, Kobeleakî
Pidhora (în ucraineană Підгора) este o comună în raionul Kobeleakî, regiunea Poltava, Ucraina, formată din satele Cikalove și Pidhora (reședința).

## Demografie
Componența lingvistică a comunei Pidhora
     Ucraineană (97,86%)
     Rusă (1,71%)
     Alte limbi (0,43%)
Conform recensământului din 2001, majoritatea populației comunei Pidhora era vorbitoare de ucraineană (97,86%), existând în minoritate și vorbitori de rusă (1,71%).